# 2003年朝鮮民主主義人民共和國地方選舉
朝鮮民主主義人民共和國第十六屆的地方選舉在2003年8月3日舉行，以選出全國26,650個道、市、郡及邑的「人民代表」。最終，本屆的投票率為99.9%，參選人當選率達100%。值得一提的是，由這屆開始，北韓的地方選舉改為每4年一次，而非傳統的兩年一度。

## 資料來源
1. ↑  .   [2014-04-01]. （原始内容存档于2013-11-17）.